# Чернявка (Житомирская область)
Черня́вка (укр. Чернявка) — село на Украине, основано в 1618 году, находится в Пулинском районе Житомирской области.
Код КОАТУУ — 1825485702. Население по переписи 2001 года составляет 465 человек. Почтовый индекс — 12012. Телефонный код — 4131. Занимает площадь 2,238 км².

## Адрес местного совета
12012, Житомирская область, Пулинский р-н, с. Пулино-Гута, ул. Комсомольская, 1